# Zonitoschema cothurnata
Zonitoschema cothurnata es una especie de coleóptero de la familia Meloidae. 
Fue descrita en 1873 por Sylvain Auguste de Marseul.

## Distribución geográfica
Se ubica en Koshimago, Japón.